# Leptobunus californicus
Leptobunus californicus is een hooiwagen uit de familie echte hooiwagens (Phalangiidae).